# Goriresina fungifora
Goriresina fungifora (лат.) — ископаемый вид жуков-скакунов, единственный в роде Goriresina из семейства жужелицы (Carabidae). Эоцен (около 40 млн лет, ровенский янтарь).

## Этимология
Родовое название Goriresina составлено из двух слов: первая часть происходит от имени украинского гидронима Горин (приток реки Припять) как главной реки региона, где найден голотип; вторая часть имени образована от названия подтрибы Iresiina. Видовой эпитет G. fungifora связан с грибом-паразитом Ophiocordyceps sp., чья синнема найдена на правом глазу жука.

## Описание
Жук длиной около 10 мм. Вид был впервые описан в 2021 году по материалам из ровенского янтаря (Украина). Новый род принадлежит к подтрибе Iresiina трибы Cicindelini из-за гладкой головы, верхней губы с шестью субмаргинальными щетинками (латеро-базальные щетинки очень длинные) и двух апикальных зубцов с выемкой между ними, голой и шаровидной переднеспинки, отсутствием щетинки на метэпистерне и метэпимероне, а также на видимых частях стернитов брюшка, по одной длинной щетинке на переднем и среднем вертлуге. Новый вид характеризуется длинной и умеренно выпуклой верхней губой, двумя клипеальными щетинками, удлинёнными и сходящимися на вершине надкрыльями с угловатой, но плавно закруглённой вершиной, небольшим и острым шовным шипом, вероятным наличием апикальной части пятен плечей надкрылий. Также есть слегка выемчатая поперечная медиальная фасция с расширенной и направленной вниз апикальной частью и слегка поперечная базальная часть апикального пятна. Это первая находка жука-скакуна в ровенском янтаре и только четвёртая хорошо сохранившаяся находка Cicindelinae из ископаемых смол.